# Orchesia elegantula
Orchesia elegantula là một loài bọ cánh cứng trong họ Melandryidae. Loài này được Lewis miêu tả khoa học năm 1895.